# Gibbs Brook
Der Gibbs Brook ist ein Wasserlauf in Surrey, England. Er entsteht als Stratton Brook westlich von Godstone und fließt im Süden des Ortes in östlicher Richtung durch den Leigh Palace Pond sowie einen weiteren unbenannten See. Nach dem Verlassen des zweiten Sees wechselt er seinen Namen und fließt nun zunächst in südlicher, dann wieder in östlicher Richtung bis zu seiner Mündung in den River Eden.